# 纳瓦伊斯库里亚尔
纳瓦伊斯库里亚尔，是西班牙卡斯蒂利亚-莱昂阿维拉省的一个市镇。 总面积35km2, 总人口78人（2001年），人口密度2人/km2。